# Kom-Emine

Kom-Emine (bulharsky „Ком – Емине“) je vysokohorská dálková turistická trasa v Bulharsku. Trasa vede po hlavním hřebeni Staré planiny, která protíná přibližně v polovině celou zemi. Začíná na vrcholu Kom (2 016 m n. m.) na západě země poblíž hranic se Srbskem a pokračuje na východ v délce asi 650 km až k bulharskému pobřeží Černého moře u mysu Emine.
Vzhledem ke své délce a nadmořské výšce se Kom-Emine řadí mezi nejdelší nepřerušované vysokohorské stezky v Evropě; je nejdelší, nejstarší a nejznámější bulharskou turistickou stezkou. Kom-Emine je součástí mnohem delší Evropské dálkové stezky E3.
Průměrná nadmořská výška stezky je 735 m. Střední úsek, nejvyšší část Kom-Emine, se vede přes celý s Národním parkem Centrální Balkán a pravidelně stoupá nad 2 000 m. Nejvyšším bodem stezky je vrchol Botevu (2 376 m), který je zároveň nejvyšším vrcholem celé Staré planiny. Celkem je na stezce zdoláno nebo obejito přibližně 100 jednotlivých vrcholů.
Pěší túra přes Kom-Emine trvá obvykle 20 až 25 dní. Trasa je značena bílo-červeno-bílým značením a ubytování turistům poskytuje přibližně 30 horských chat. Nejvhodnějším obdobím pro putování po Kom-Emine je léto, i když v nejníže položených východních částech stezky může být nepříjemné horko.
Stezku poprvé úspěšně prošel v roce 1933 průkopník pěší turistiky Pavel Deliradev, ačkoli trasu podél celého Balkánu vymyslel již spisovatel Aleko Konstantinov, který se na túru nestihl vydat před svým zavražděním. První hromadný přechod se uskutečnil v roce 1953 a první zimní přechod na lyžích následoval v roce 1961. Extrémní dálkový běžci zvládnou překonat Kom-Emina za méně než 5 dnů.

## Galerie

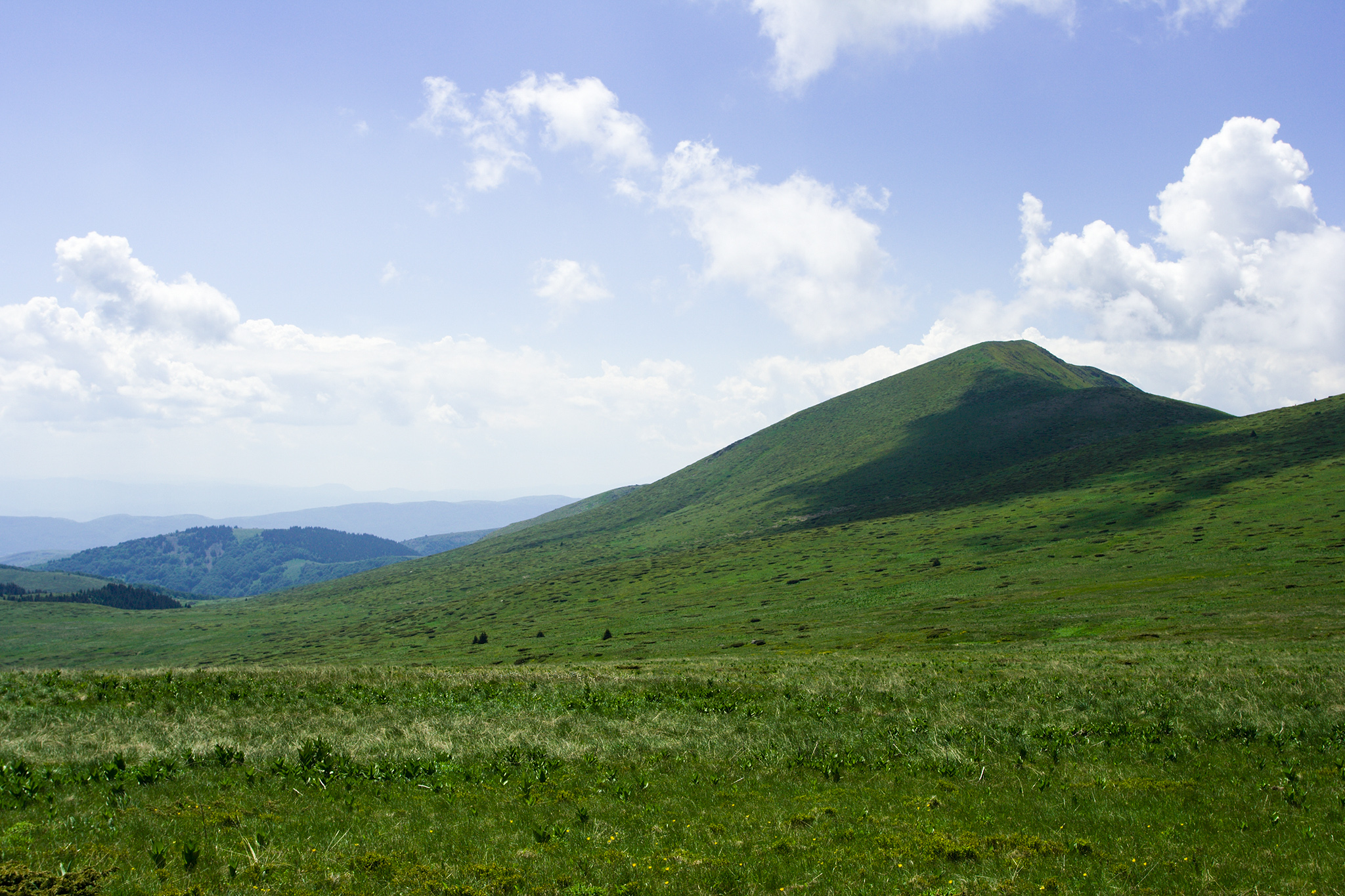
Hora Kom, nejzápadnější bod
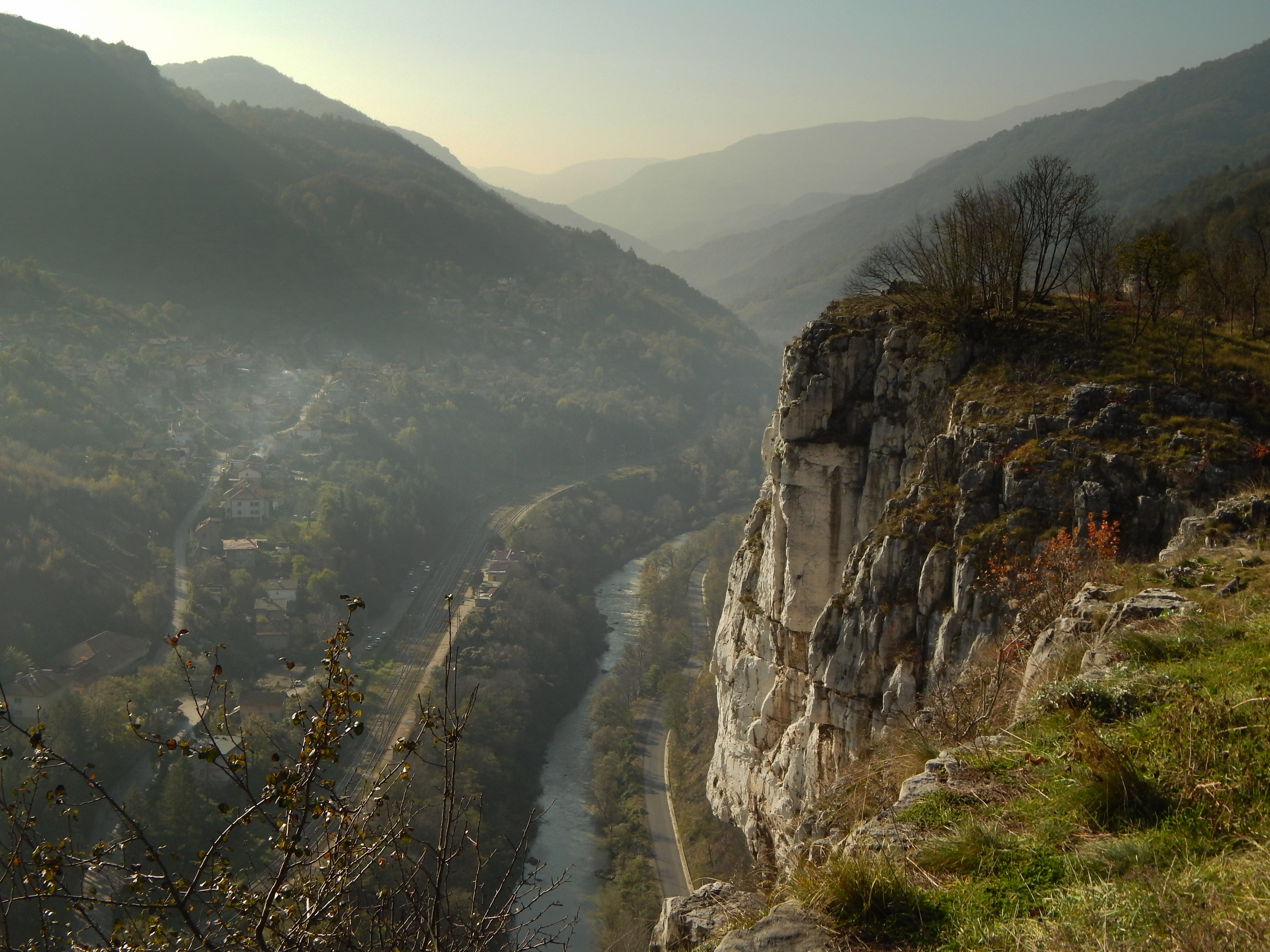
Ves Lakatnik
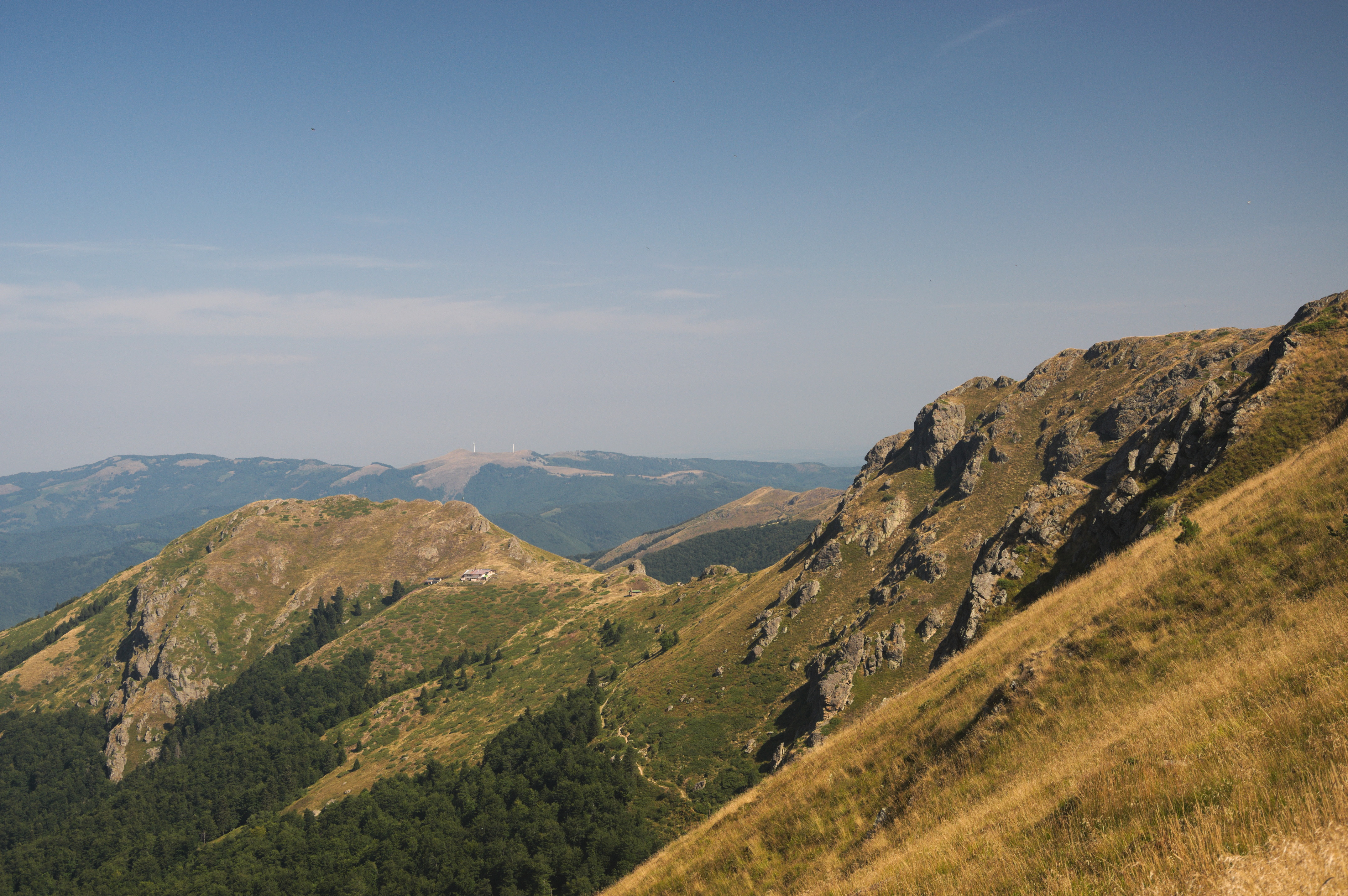
Vrchol Jumruka a chata Echo
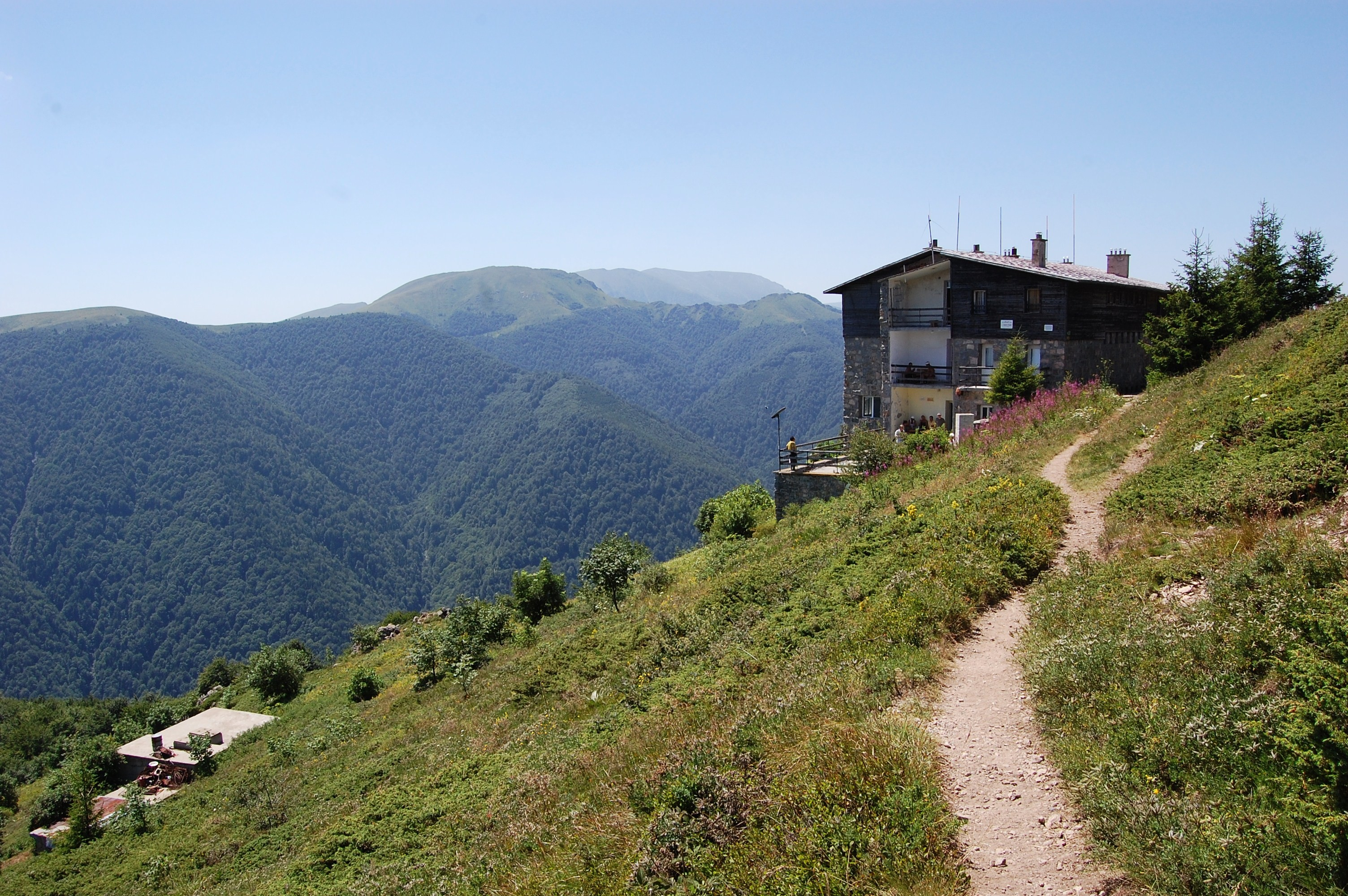
Chata Kozí stěna
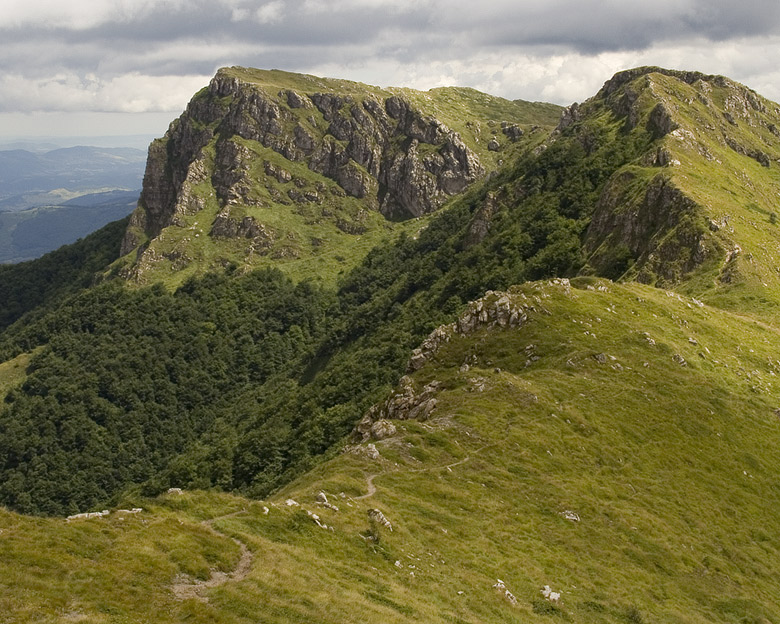
Vrch Kozí stěna
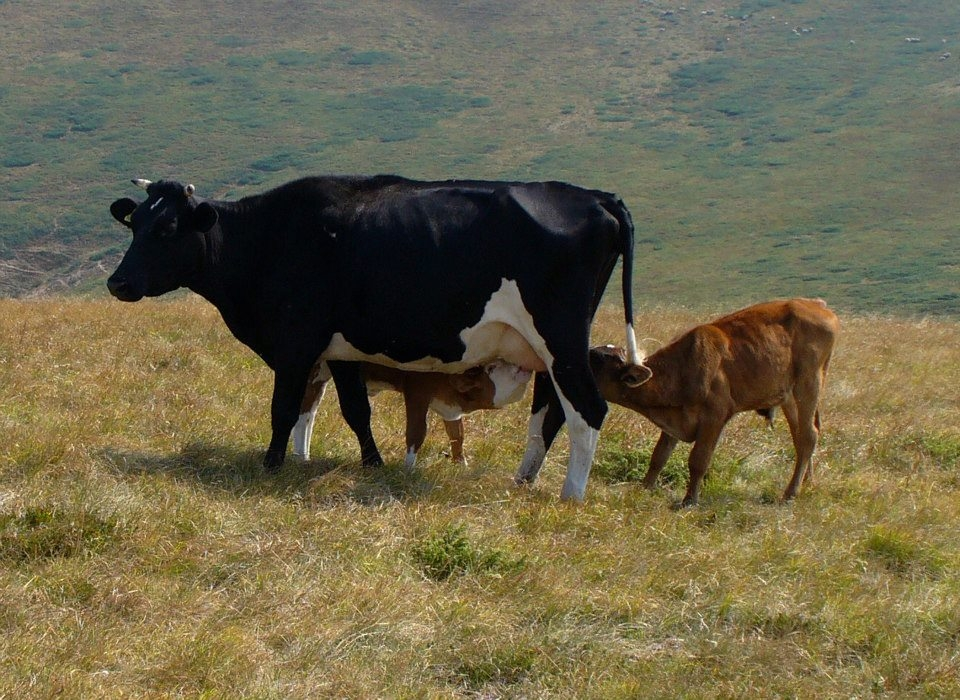
Pastva na Staré planině
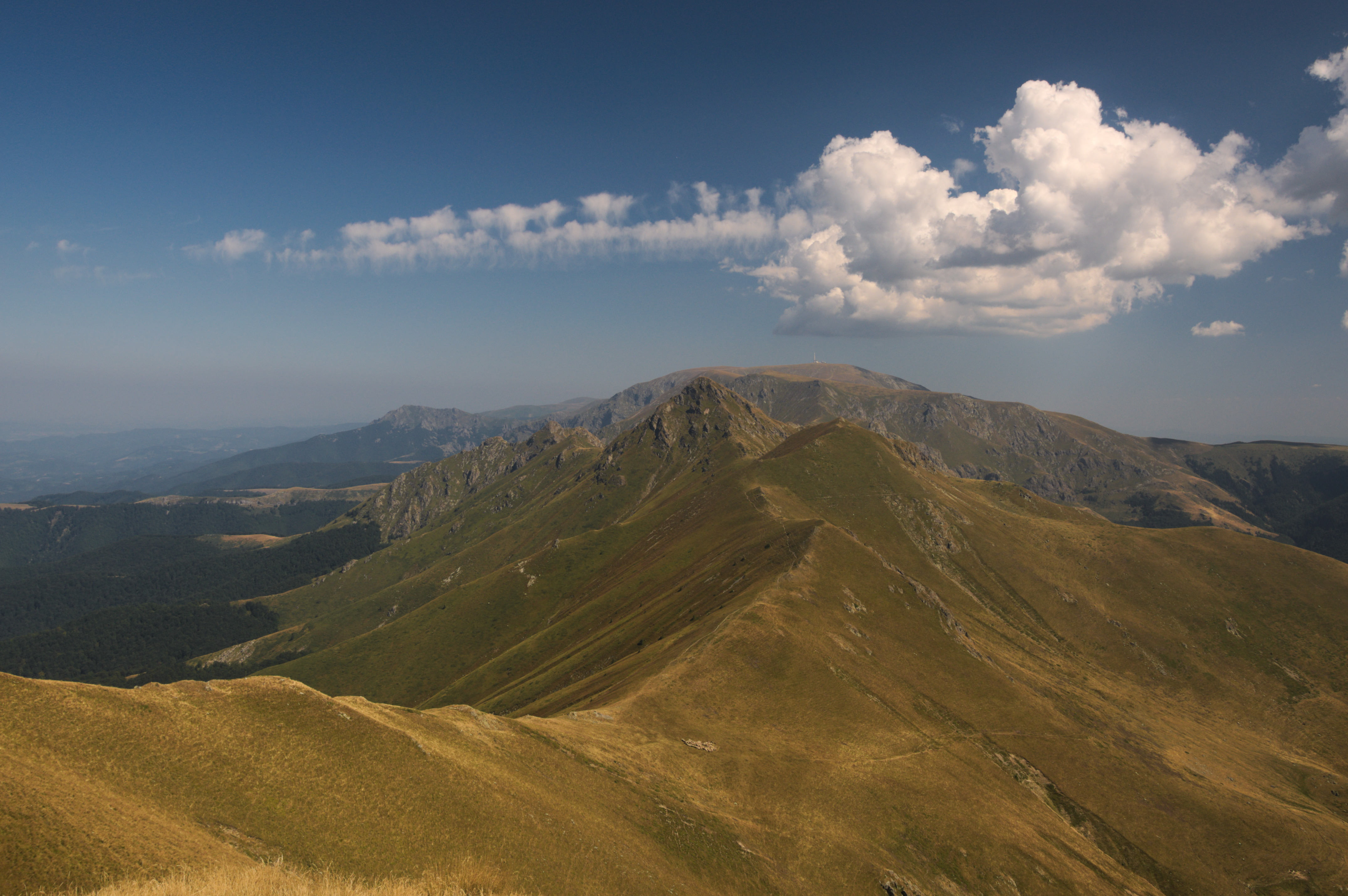
Mezi vrcholy Ambaritsa a Botev
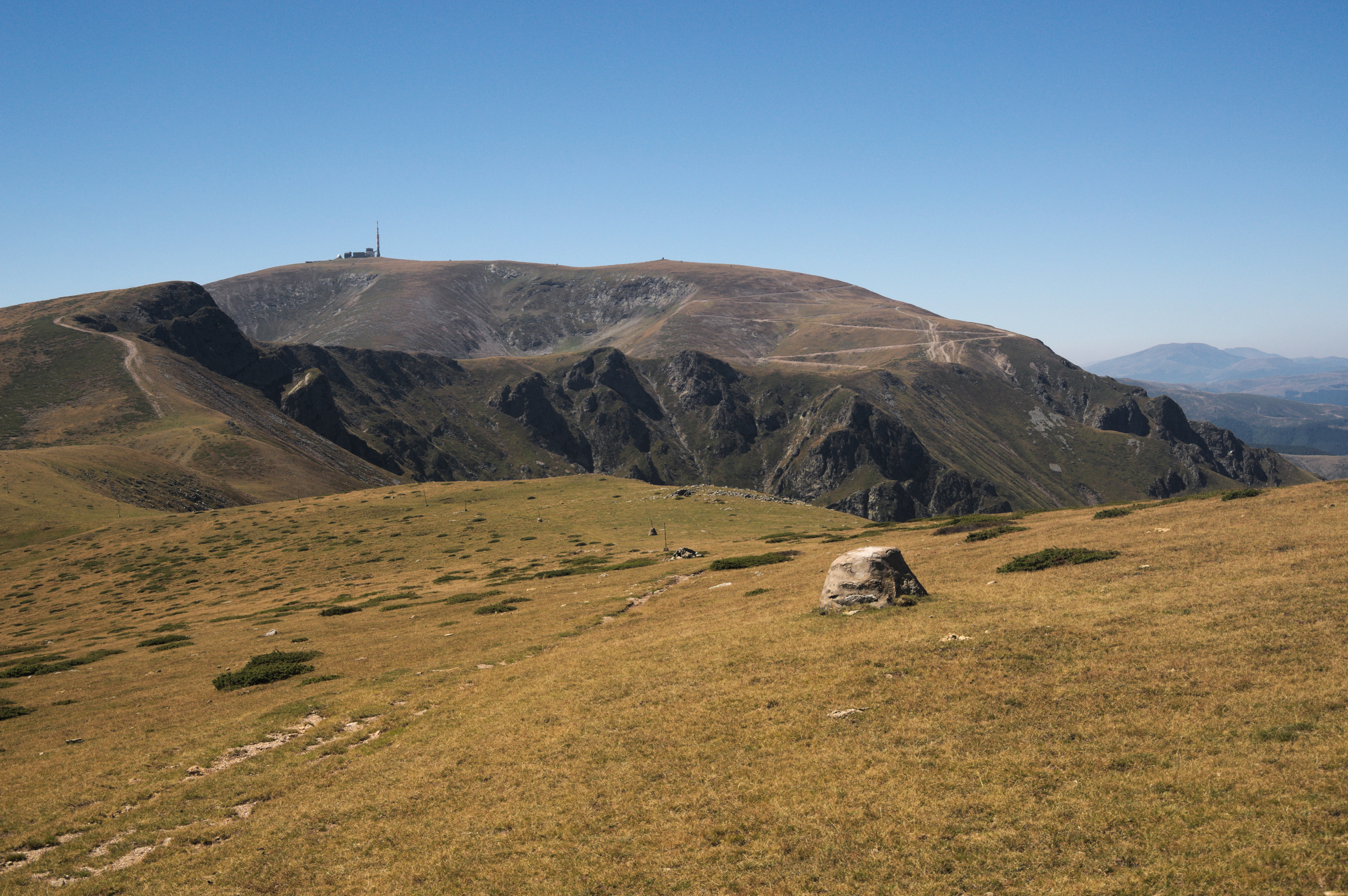
Botev od východu
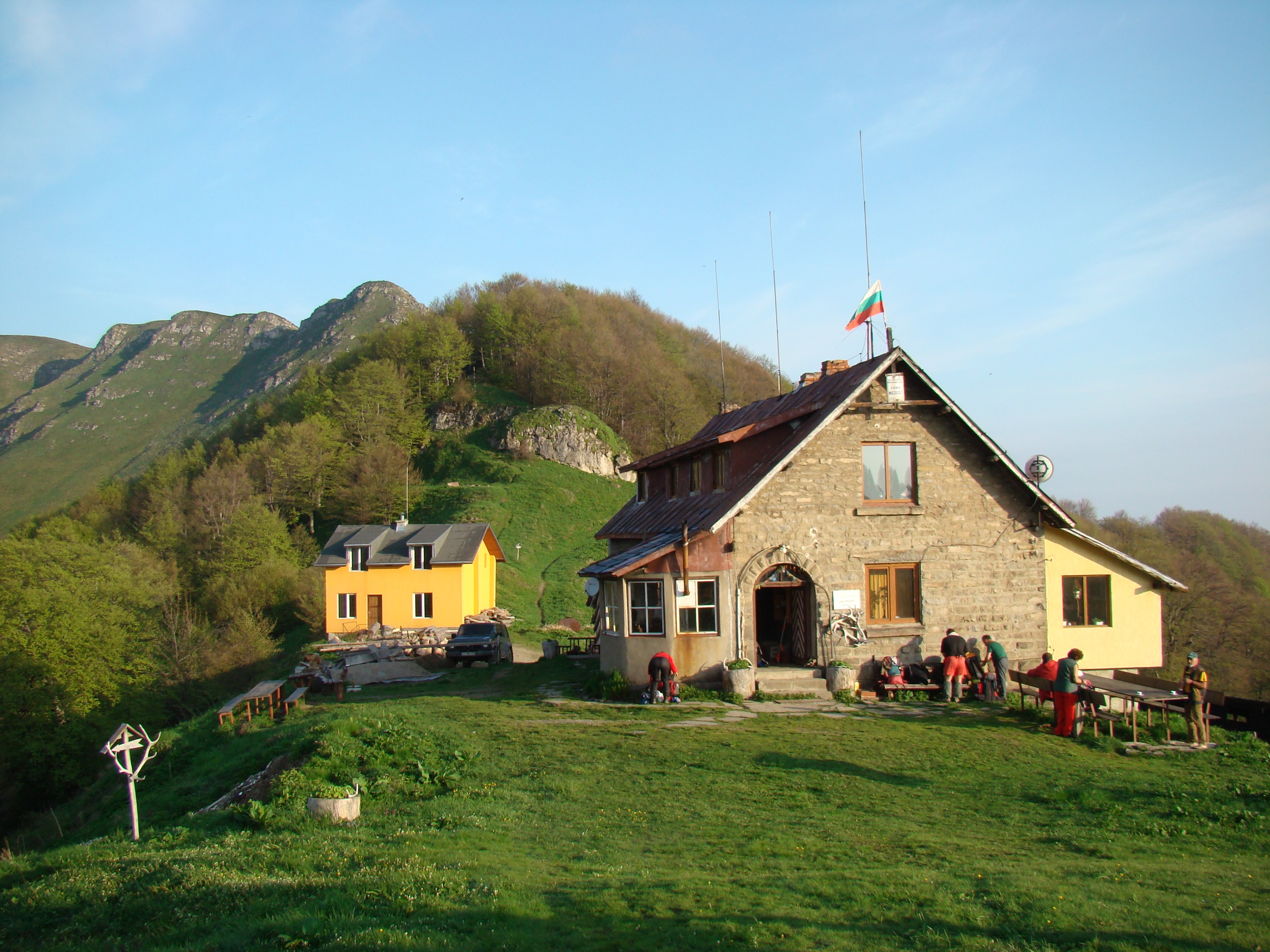
Chata Mazalat
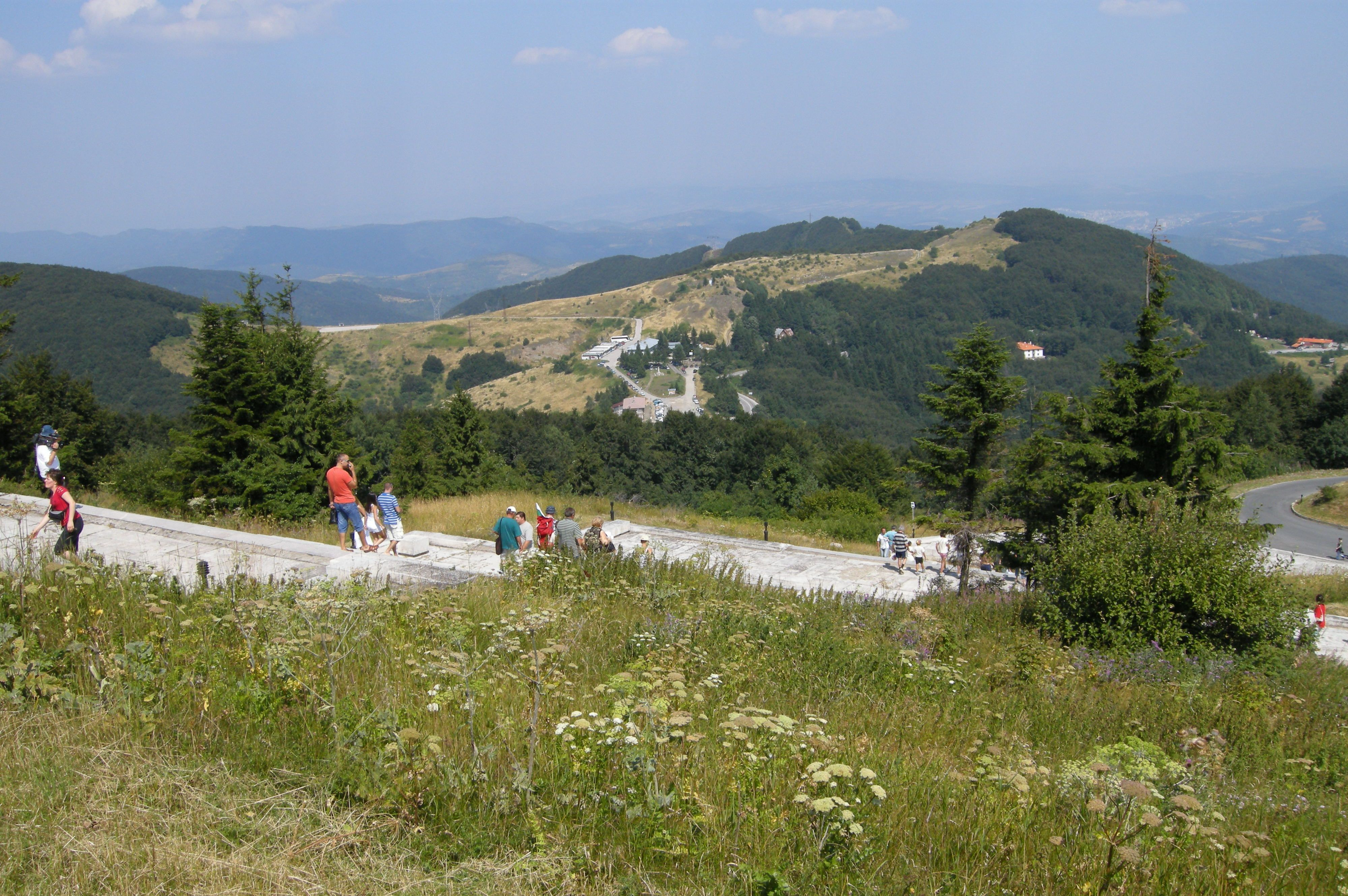
Průsmyk Šipka
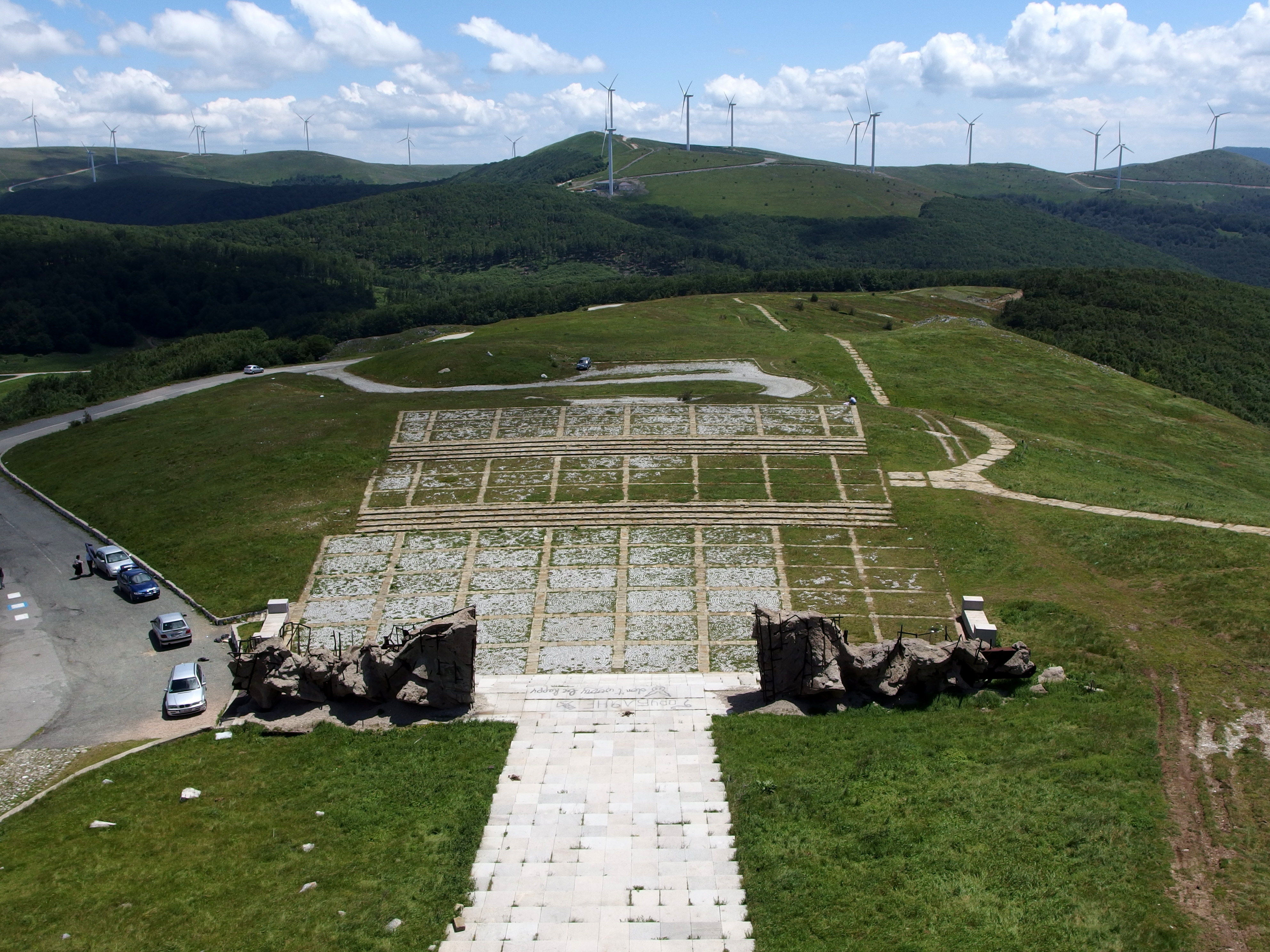
Poblíž hora Buzludža
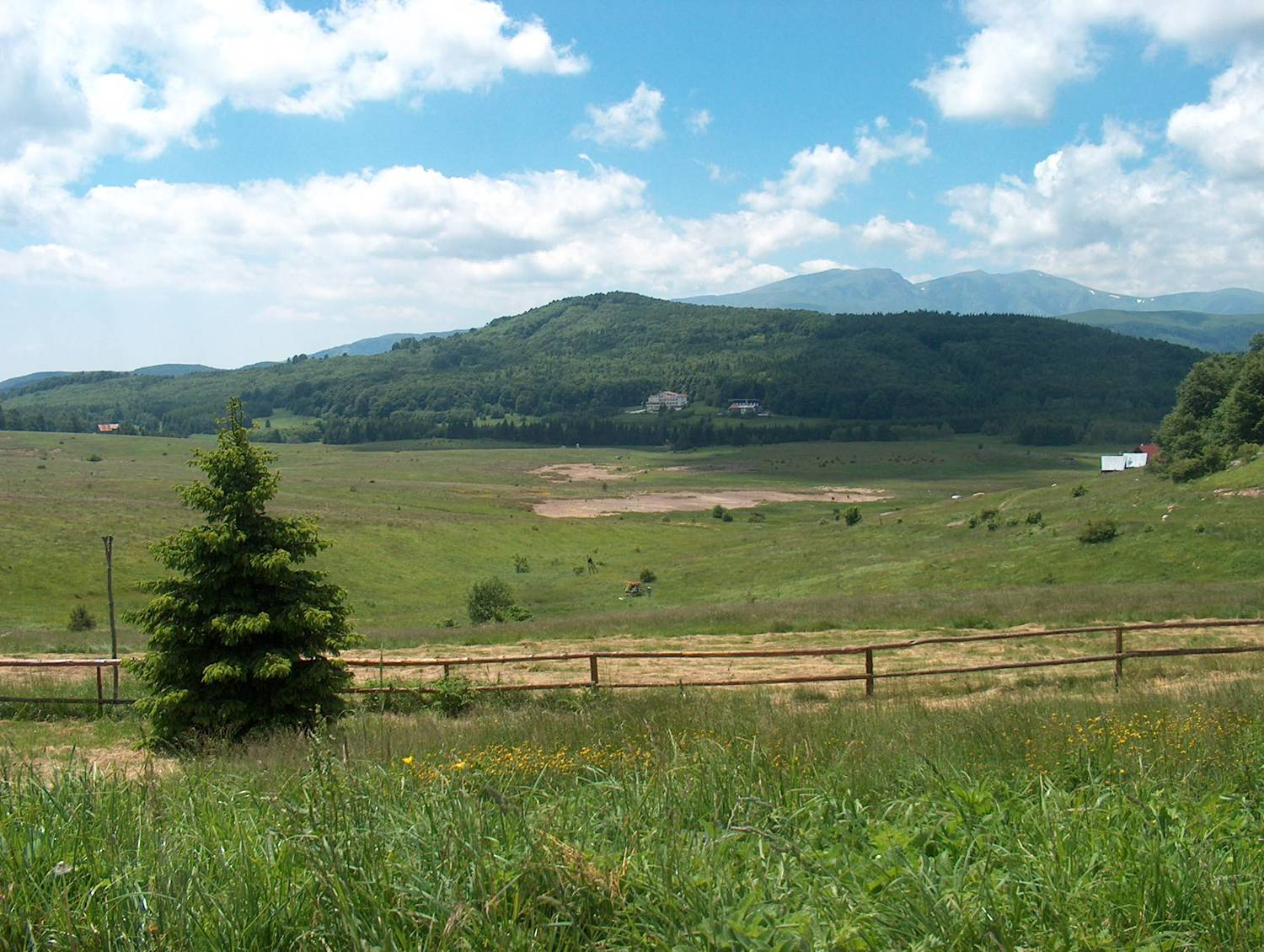
Oblast Uzana
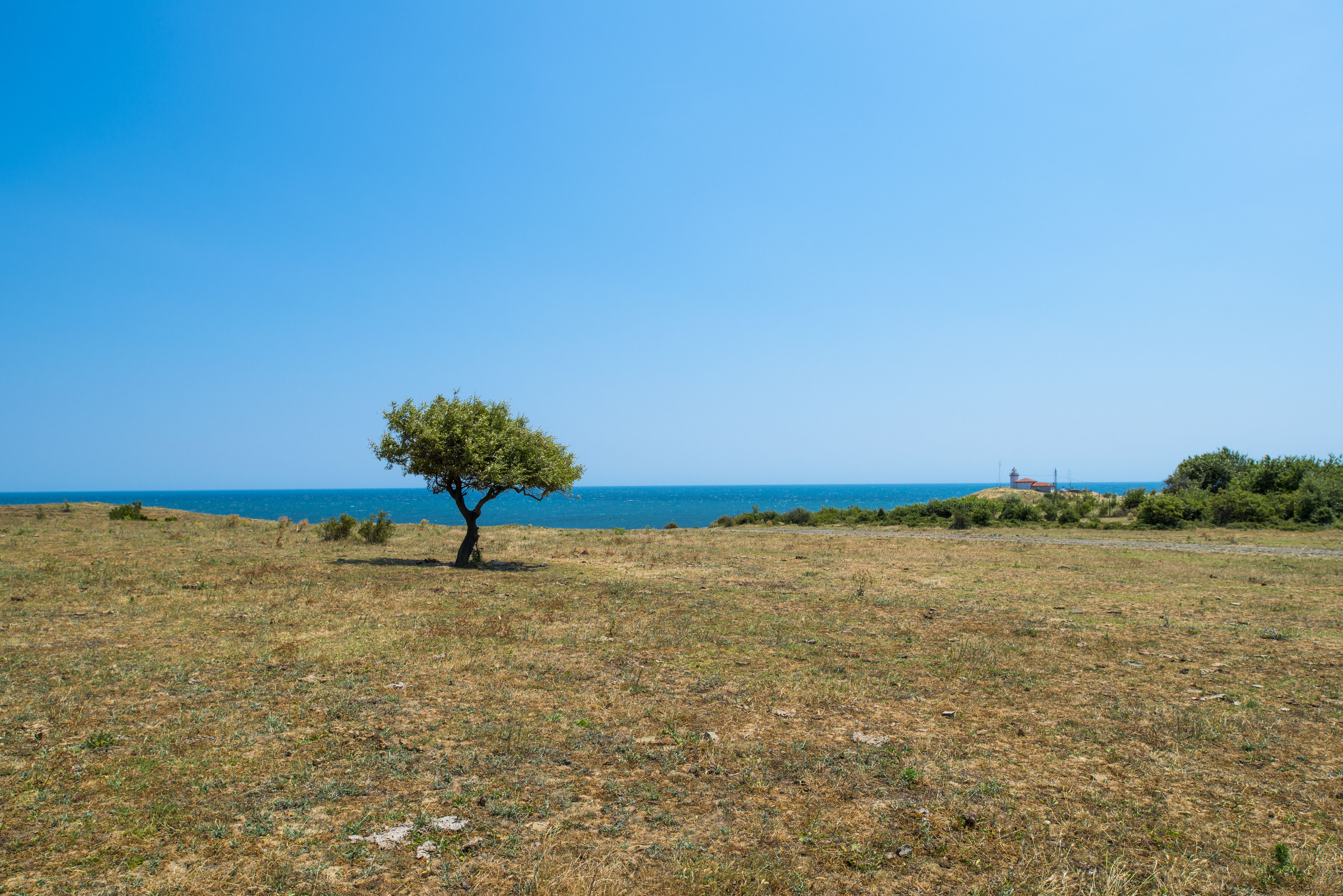
Před mysem Emine
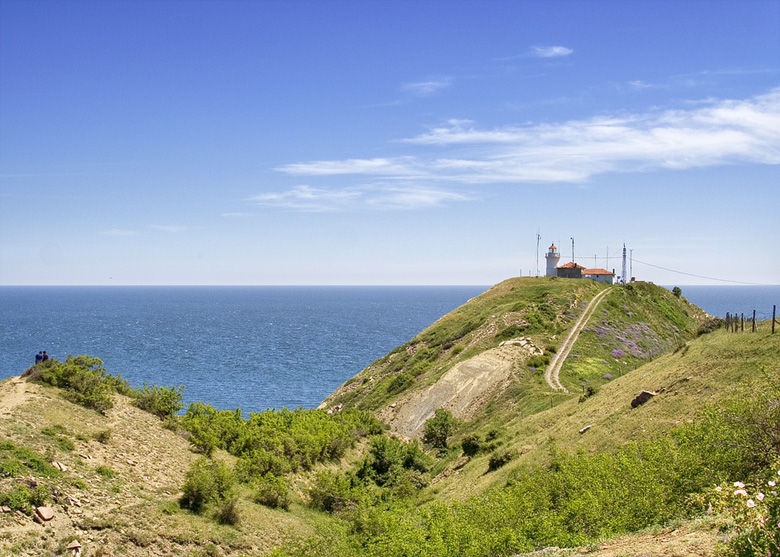
Mys Emine, nejvýchodnější bod